# Polonisering

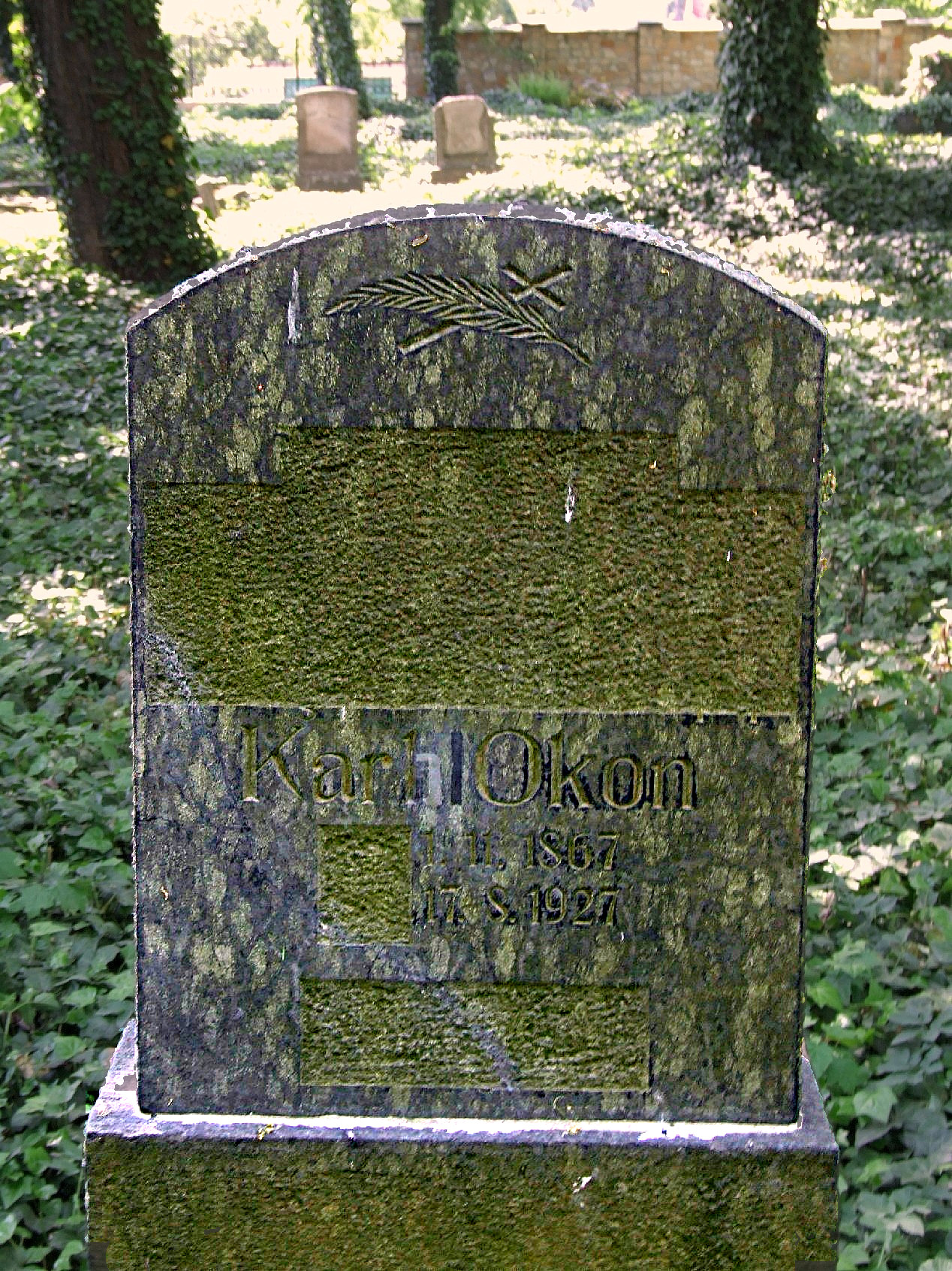
Grafsteen met verwijderde Duitse inscripties in Gliwice. Ook de verandering van de naam Karl naar het Poolse Karol is zichtbaar.

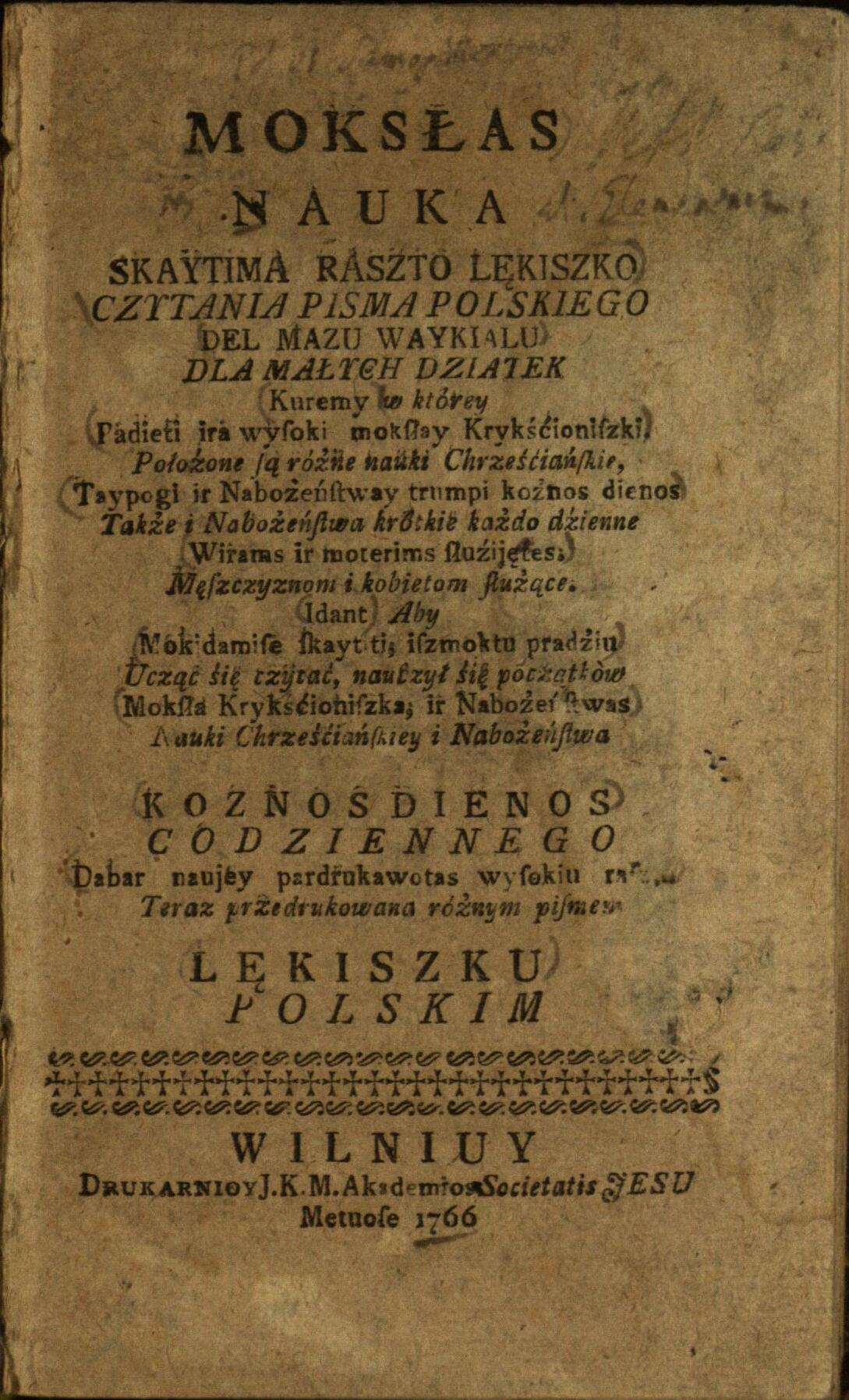
Poolse taalprimer (in het Litouws) gewijd aan etnisch Litouwse kinderen, gepubliceerd in Vilnius, Grootvorstendom Litouwen, 1766

Met polonisering (Pools: polonizacja) wordt de acculturatie van minderheden in Polen aan de meerderheidsbevolking respectievelijk de verdringing van hun taal (bijvoorbeeld Duits, Litouws, Oekraïens, Wit-Russisch, Kasjoebisch) door de Poolse taal bedoeld. Een ouder synoniem hiervoor is "verpoolsing".
Historisch significant was de polonisering onder andere tijdens de periode van Pools-Litouwse Unie (1569-1795). In het oosten van wat toen de staat Polen-Litouwen was, assimileerden grote delen van de bevolking, vooral de hogere klasse, zich tot de Poolse cultuur. Dit trof vooral gebieden in de huidige staten Litouwen, Oekraïne en Wit-Rusland, waar het Poolstalige gebied zich verder uitbreidde. Tot op de dag van vandaag zijn er grotere Pools sprekende minderheden.
Enerzijds streefde de Tweede Poolse Republiek (1918–1939) naar een etnisch homogene Poolse staat en dwong het Pools af als de enige officiële taal, maar stuitte op het probleem dat een derde van de bevolking geen Pools sprak. Gedurende deze tijd emigreerden enkele honderdduizenden mensen van de Duitse minderheid naar Duitsland.
Na de Tweede Wereldoorlog ging de verdrijving of gedwongen hervestiging van grote delen van de bevolking die niet wilden assimileren hand in hand met een rigoureuze gedwongen polonisering van de overgebleven leden van deze minderheden. Het gebruik van alle niet-Poolse talen werd door de communisten verboden, evenals het gebruik van niet-Poolse plaats- en persoonsnamen. De meeste getroffenen kregen van de staat een nieuwe Poolse voornaam en aangepaste achternaam. Evenzo werden alle niet-Poolse culturele instellingen (kranten, kerken, theaters, scholen en andere instellingen) gesloten. De gedwongen polonisering, soms opgevat als een vergeldingsreactie op de eerdere germanisering en russificatie van vóór 1918 en na 1939, was gericht op de Duitsers, Sileziërs, Kasjoeben, Oekraïners, Wit-Russen en Joden. Hiermee werd voor het eerst in de geschiedenis van Polen een etnisch grotendeels homogene Poolse staat bereikt.
Na de val van het communisme in 1989 werd in Polen het idee van polonisering losgelaten, zodat nu regionale dialecten en de talen van etnische minderheden in Polen gepromoot worden. Tegelijkertijd kunnen Poolse burgers die ooit een niet-Poolse voor- of achternaam hadden, deze herstellen in hun persoonlijke documenten.